# The Jazz Butcher

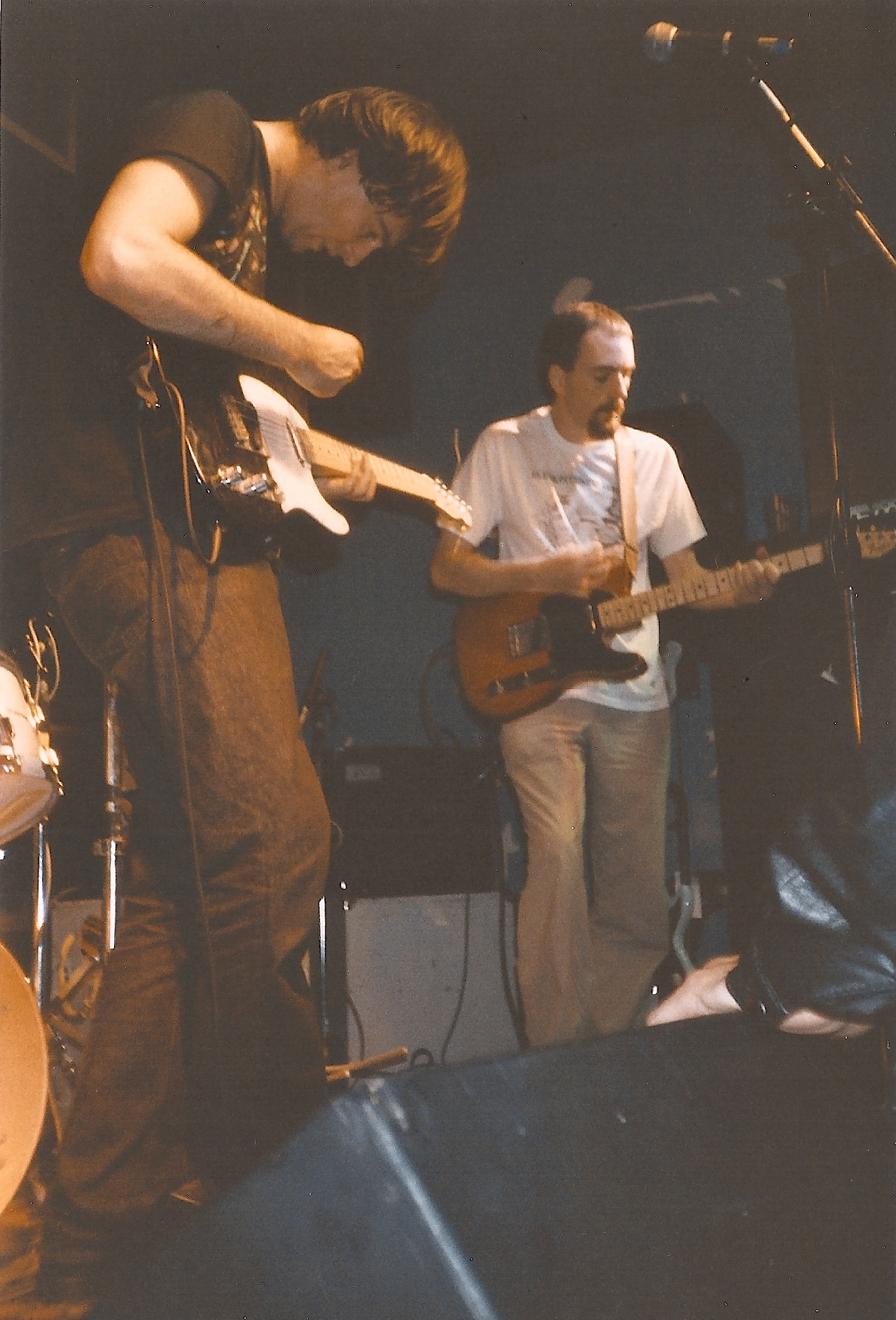
The Jazz Butcher, 1989

The Jazz Butcher, auch unter dem Namen The Jazz Butcher Conspiracy, Jazz Butcher Quartet oder The Jazz Butcher And His Sikkorskis From Hell bekannt, war das Projekt und die Band des 2021 verstorbenen britischen Musikers und Songwriters Pat Fish und des Gitarristen Max Eider.

## Geschichte
Pat Fish wurde am 20. Dezember 1957 als Patrick Guy Sibley Huntrods in London geboren und starb am 5. Oktober 2021 an einem Herzinfarkt. Fish und sein lebenslanger Weggefährte Max Eider gründeten die Band Anfang der 1980er Jahre in Oxford und veröffentlichten ihr Debüt-Album In Bath of Bacon 1983 auf dem Independent-Label Glass Records. In den nächsten vier Jahrzehnten veröffentlichte Fish 16 Alben. Sein letztes Album The Highest In The Land erschien postum 2021 auf Tapete Records. Glass Modern, das Nachfolgelabel von Glass Records, hatte geplant, nach 40 Jahren wieder ein Album von The Jazz Butcher zu veröffentlichen. Durch den Tod von Pat Fish kam es nicht mehr dazu. Allerdings wurden erste Aufnahmen hierzu 2022 unter dem Titel Never Give Up auf einer EP veröffentlicht. Daran beteiligt waren u. a. David J von Bauhaus und Victor Delorenzo von den Violent Femmes.

## Stil
Die Musik von The Jazz Butcher war geprägt von Indie-Folk und gitarrenlastiger Popmusik englischer Prägung mit gelegentlichen Anleihen im Jazz. Dabei klangen sie nie wirklich der Zeit gemäß oder „modern“ im jeweiligen Sinn, die Musik sollte absichtlich eher zeitlos und einfach klingen. Dabei nannte Fish als seine ursprünglichen Vorbilder The Velvet Underground, Miles Davis und Stan Getz. Pat Fish äußerte sich einmal: „Als wir mit The Jazz Butcher angefangen haben, ging es auf jeden Fall darum, eine Außenseiterrolle einzunehmen. Wir hatten auch nie vor, Profimusiker zu werden. Wir haben wenig erwartet und viel bekommen. […] Aber die Leute haben uns immer wieder Auftritte an netten Orten angeboten, also haben wir einfach weiter gemacht.“

## Diskografie

### Alben
- 1983: In Bath of Bacon (Glass Records)
- 1984: A Scandal in Bohemia (Glass Records)
- 1985: Hamburg (Rebel Rec.)
- 1985: Sex and Travel (Glass Records)
- 1986: Distressed Gentlefolk (Glass Records)
- 1988: Fishcotheque (Creation Records)
- 1989: Big Planet Scarey Planet (Creation Records)
- 1990: Cult of the Basement (Creation Records)
- 1991: Condition Blue (Creation Records)
- 1993: Waiting for the Love Bus (Creation Records)
- 1993: Western Family (Creation Records)
- 1995: Illuminate (Creation Records)
- 2000: Glorious & Idiotic (ROIR)
- 2000: Rotten Soul (Vinyl Japan)
- 2012: Last of the Gentleman Adventures (Not On Label (The Jazz Butcher Conspiracy Self-released))
- 2022: The Highest in the Land (Tapete Records)